# Sybra subbiguttula
Sybra subbiguttula là một loài bọ cánh cứng trong họ Cerambycidae.